# Ribouisse
Ribouisse település Franciaországban, Aude megyében. Lakosainak száma 101 fő (2022. január 1.). Ribouisse Cazalrenoux, Gaja-la-Selve, Lafage, Plavilla és Saint-Julien-de-Briola községekkel határos.

## Népesség
A település népessége az elmúlt években az alábbi módon változott:
| Lakosok száma | 152  | 110  | 122  | 105  | 108  | 110  | 109  | 111  | 109  | 101  |
|               | 1968 | 1982 | 1990 | 2006 | 2013 | 2015 | 2017 | 2019 | 2020 | 2022 |